# Celso Torrelio Villa
Celso Torrelio Villa (* 3. Juni 1933 in Padilla; † 23. April 1999 in La Paz) war ein General der bolivianischen Armee und von August 1981 bis Juli 1982 de facto Präsident von Bolivien.